# Palabras del silencio
| Críticas profissionais | Críticas profissionais |
| Avaliações da crítica  | Avaliações da crítica  |
| Fonte                  | Avaliação              |
| ---------------------- | ---------------------- |
| Allmusic               | 4 de 5 estrelas.       |

Palabras del Silencio é o sexto álbum de estúdio do cantor porto-riquenho Luis Fonsi, lançado em 26 de Agosto de 2008 pela gravadora Universal Music Latino. Considerado um dos álbuns mais bem sucedidos do cantor, Palabras del Silencio ganhou o disco de platina nos EUA e Espanha, ouro no México e na Argentina. Também foi indicado ao Grammy Award na categoria "Melhor Álbum de Pop Latino", mas perdeu para La Vida... Es un Ratico do cantor Juanes.

## Faixas
| Palabras del Silencio — Edição standard |                                                                   |                                    |         |  |
| N.º                                     | Título                                                            | Compositor(es)                     | Duração |  |
| 1.                                      | "Quién le Vá a Decir"                                             | Luis Fonsi P. Manavello C. Veles   | 3:48    |  |
| 2.                                      | "Llueve por Dentro"                                               | Fonsi A. Gutiérrez                 | 3:59    |  |
| 3.                                      | "Otro Día Será (Desencontrándonos)"                               | Cláudia Brant Fonsi Sebástian Krys | 3:15    |  |
| 4.                                      | "No Me Doy Por Vencido"                                           | Brant Fonsi                        | 3:58    |  |
| 5.                                      | "Aunque Estés con Él"                                             | Fonsi F. Osorio                    | 4:39    |  |
| 6.                                      | "La Mentira"                                                      | Fonsi Krys                         | 3:38    |  |
| 7.                                      | "Lágrimas del Mar/Estos Celos"                                    | Fonsi Osorio                       | 7:43    |  |
| 8.                                      | "Todo se Vuelve a Empezar (feat. Laura Pausini)"                  | Fonsi Brant                        | 4:13    |  |
| 9.                                      | "Persiguiendo el Paraíso"                                         | Fonsi Carlos Lara                  | 3:38    |  |
| 10.                                     | "Todo lo que Tengo"                                               | Brant Fonsi Dan Warner             | 3:30    |  |
| 11.                                     | "Aquí Estoy Yo (feat. Aleks Syntek, Noel Schajris, David Bisbal)" | Brant Fonsi G. Reuben              | 4:11    |  |
| 12.                                     | "Tienes Razón"                                                    | Fonsi Noel Schajris Brant          | 4:25    |  |
| 13.                                     | "No Me Doy por Vencido (Versión Ranchera)"                        | Fonsi Brant                        | 3:55    |  |
| Duração total:                          | Duração total:                                                    | Duração total:                     | 48:41   |  |

| Palabras del Silencio: Un Año Después — Edição deluxe |                                                                |         |  |
| N.º                                                   | Título                                                         | Duração |  |
| 14.                                                   | "Así Debe Ser"                                                 | 3:34    |  |
| 15.                                                   | "No Me Doy por Vencido (Urbana version) (feat. MJ)"            | 2:56    |  |
| 16.                                                   | "No Me Doy por Vencido (Banda version) (feat. German Montero)" | 3:52    |  |
| 17.                                                   | "Aquí Estoy Yo (Solo version)"                                 | 4:07    |  |
| 18.                                                   | "Llueve por Dentro (Live)"                                     | 4:53    |  |
| Duração total:                                        | Duração total:                                                 | 66:43   |  |

| Palabras del Silencio: Un Año Después — Edição deluxe (DVD) |                                                                                                   |         |  |
| N.º                                                         | Título                                                                                            | Duração |  |
| 1.                                                          | "Aquí Estoy Yo (feat. Aleks Syntek, Noel Schajris, David Bisbal)"                                 |         |  |
| 2.                                                          | "No Me Doy por Vencido (Live from José Miguel Agrelot)"                                           |         |  |
| 3.                                                          | "Llueve por Dentro (Live from José Miguel Agrelot)"                                               |         |  |
| 4.                                                          | "Aquí Estoy Yo (Live from José Miguel Agrelot) (feat. Aleks Syntek, Noel Schajris, David Bisbal)" |         |  |

## Prêmios e indicações
| Ano  | Prêmio                       | Categoria                                                             | Recipiente/Trabalho indicado | Resultado | Ref.  |
| ---- | ---------------------------- | --------------------------------------------------------------------- | ---------------------------- | --------- | ----- |
| 2009 | Billboard Latin Music Awards | Canção Latina do Ano                                                  | "No Me Doy Por Vencido"      | Indicado  |       |
| 2009 | Billboard Latin Music Awards | Canção Latina do Ano – Masculino                                      | "No Me Doy Por Vencido"      | Indicado  |       |
| 2009 | Billboard Latin Music Awards | Canção Pop Latina do Ano – Masculino                                  | "No Me Doy Por Vencido"      | Indicado  |       |
| 2009 | Billboard Latin Music Awards | Álbum Pop Latino do Ano – Masculino                                   | Palabras del Silencio        | Indicado  |       |
| 2009 | Prêmio Lo Nuestro            | Artista Masculino do Ano                                              | Luis Fonsi                   | Indicado  |       |
| 2009 | Grammy Awards                | Melhor Álbum de Pop Latino                                            | Palabras del Silencio        | Indicado  | [ 3 ] |
| 2009 | Prêmio Juventud              | Canção Mais Pegajosa                                                  | "No Me Doy Por Vencido"      | Venceu    | [ 4 ] |
| 2009 | Prêmio Juventud              | Melhor Balada                                                         | "No Me Doy Por Vencido"      | Venceu    | [ 4 ] |
| 2009 | Prêmio Juventud              | Meu Ringtone                                                          | "No Me Doy Por Vencido"      | Indicado  | [ 4 ] |
| 2009 | Prêmio Juventud              | A Combinação Perfeita (com Aleks Syntek, David Bisbal, Noel Scharjis) | "Aquí Estoy Yo"              | Venceu    | [ 4 ] |
| 2009 | Prêmio Juventud              | Meu Vídeo Favorito (com Aleks Syntek, David Bisbal, Noel Scharjis)    | "Aquí Estoy Yo"              | Venceu    | [ 4 ] |
| 2009 | Prêmio Juventud              | Voz do Momento                                                        | Luis Fonsi                   | Venceu    | [ 4 ] |
| 2009 | Prêmio Juventud              | Meu Artista Pop                                                       | Luis Fonsi                   | Venceu    | [ 4 ] |
| 2009 | Prêmio Juventud              | Morro Sem Esse Cd                                                     | Luis Fonsi                   | Venceu    | [ 4 ] |

## Charts
| Chart (2008)               | Posição |
| -------------------------- | ------- |
| Billboard 200              | 15      |
| Billboard Top Latin Albums | 1       |
| Billboard Latin Pop Albums | 1       |
| Espanha (PROMUSICAE)       | 2       |
| México (AMPROFON)          | 9       |

## Vendas e certificações
| Região                                         | Certificação | Vendas   |
| ---------------------------------------------- | ------------ | -------- |
| Argentina (CAPIF)                              | Ouro         | 20,000^  |
| Espanha (PROMUSICAE)                           | Platina      | 80,000^  |
| Estados Unidos (RIAA)                          | Platina      | 100,000^ |
| México (AMPROFON)                              | Ouro         | 40,000^  |
| ^distribuições baseadas apenas na certificação |              |          |